# Sorbus amabilis
Sorbus amabilis là một loài thực vật thuộc họ Rosaceae. Đây là loài đặc hữu của Trung Quốc. Chúng hiện đang bị đe dọa vì mất môi trường sống.